# آمائوری ریبیرو
آمائوری ریبیرو (انگلیسی: Amauri Ribeiro) (زاده ۲۳ ژانویه ۱۹۵۹ در سائو پائولو) بازیکن سابق والیبال و مربی فعلی اهل برزیل است. او در دو المپیک ۱۹۸۴ و ۱۹۹۲ عضو تیم ملی برزیل بود و توانست در ۱۹۸۴ به مدال نقره دست یافت و در ۱۹۹۲ به همراه دیگر بازیکن‌ها با قهرمانی برزیل به مدال طلا رسید.